# Pacific Nations Cup 2011
La Pacific Nations Cup de 2011 fue la 6.ª edición del torneo de selecciones de rugby que organiza la ex International Rugby Board, hoy World Rugby.

## Equipos participantes
- Selección de rugby de Fiyi (Flying Fijians)
- Selección de rugby de Japón (Brave Blossoms)
- Selección de rugby de Samoa (Manu Samoa)
- Selección de rugby de Tonga (ʻIkale Tahi)

## Posiciones
Hubo un empate en la tabla de puntos entre Tonga y Japón y aunque logró mayor diferencia de tantos el equipo tongano, el campeonato fue para los japoneses por vencer el partido en que se enfrentaron por 28 - 27.
| Pos. | Equipo | Encuentros | Encuentros | Encuentros | Encuentros | Tantos  | Tantos    | Tantos     | Puntos Bonus | Puntos Totales |
| Pos. | Equipo | jugados    | ganados    | empatados  | perdidos   | a favor | en contra | diferencia | Puntos Bonus | Puntos Totales |
| ---- | ------ | ---------- | ---------- | ---------- | ---------- | ------- | --------- | ---------- | ------------ | -------------- |
| 1    | Tonga  | 3          | 2          | 0          | 1          | 101     | 68        | + 33       | 2            | 10             |
| 2    | Japón  | 3          | 2          | 0          | 1          | 67      | 74        | - 7        | 2            | 10             |
| 3    | Samoa  | 3          | 1          | 0          | 2          | 71      | 80        | - 9        | 1            | 5              |
| 4    | Fiyi   | 3          | 1          | 0          | 2          | 70      | 87        | - 17       | 1            | 5              |

Nota: Se otorgan 4 puntos al equipo que gane un partido y 2 al que empate
Puntos Bonus: 1 punto por convertir 4 tries o más en un partido y 1 al equipo que pierda por no más de 7 tantos de diferencia
|  | Campeón |

## Resultados

### Primera fecha
| 2 de julio | Tonga | 45 - 21 | Fiyi | Churchill Park, Lautoka, Fiyi |  |

| 2 de julio | Japón | 15 - 34 | Samoa | Chichibunomiya Rugby Stadium, Tokio, Japón |  |

### Segunda fecha
| 9 de julio | Tonga | 27 - 28 | Japón | ANZ National Stadium, Suva, Fiyi |  |

| 9 de julio | Samoa | 18 - 36 | Fiyi | ANZ National Stadium, Suva, Fiyi |  |

### Tercera fecha
| 13 de julio | Tonga | 29 - 19 | Samoa | Churchill Park, Lautoka, Fiyi |  |

| 13 de julio | Japón | 24 - 13 | Fiyi | Churchill Park, Lautoka, Fiyi |  |

| Bandera de Japón |
| Campeón Japón    |
| Primer título    |